# Yüksel Gündüz
Yüksel Gündüz (* 20. Dezember 1937 in Tavşanlı; † 4. Juni 2023) ist ein ehemaliger türkischer Fußballspieler und -funktionär. Durch seine lange Tätigkeit für Fenerbahçe Istanbul wird er sehr stark mit diesem Verein assoziiert und sowohl von Fan- als auch von Vereinsseite als einer der legendärsten Spieler angesehen. Er war ein wichtiger Teil jener Fenerbahçe-Mannschaft, die zum ersten Mal zweimal hintereinander die türkische Meisterschaft gewinnen konnte.

## Karriere

### Verein
Entgegen vielen Quellen kam Gündüz nicht in Ankara auf die Welt, sondern als Sohn eines Staatsbeamten und einer Hausfrau in Tavşanlı auf Welt. Durch die Arbeit des Vaters zog die Familie aber später in die türkische Hauptstadt. Hier begann der kleine Gündüz als Acht- bzw. Zehnjähriger beim Amateurverein Ankara Dışkapı SK mit dem Vereinsfußball. Bei diesem Verein fiel er Avni Bulduk, einer wichtigen Figur des Stadtfußballs und Klubpräsidenten von Ankara Güneşspor, und wurde wenig später zu diesem Verein transferiert. Da dieser Verein damals als Talentschmiede galt und deswegen häufig von Talentsichtern aufgesucht wurde, fiel er 1955 den Verantwortlichen der türkischen U-18-Nationalmannschaft auf. Wenig später folgten mehrere Einsätze für die türkische U-18-Auswahl. Außerdem begann Gündüz ab 1955 für Güneşspor in der Fußballliga Ankara zu spielen. Durch seine guten Leistungen begannen ab 1956 sich viele Vereine, allen voran die Istanbuler Vereine, allmählich um Gündüz zu bemühen. 1957 zählte er zu schließlich zu den begehrtesten Jungspielern der Transfersaison. Der Klubpräsident Bulduk einigte sich recht früh mit Galatasaray Istanbul für einen Wechsel Gündüz' und schickte seinen Spieler zur Vertragsunterschrift nach Istanbul. Am Istanbuler Flughafen wurde Gündüz von den Fenerbahçe-Funktionären Hüsamettin Böke und Talat Ataman abgefangen und für den halben Lohn den Galatasaray bereit war ihm zu zahlen zu Fenerbahçe transferiert. Nach diesen Entwicklungen beschwerte sich Bulduk beim türkischen Fußballverband und bewirkte so, dass Gündüz etwa ein Jahr nicht für seinen neuen Verein eingesetzt werden durfte. Schließlich einigte sich Fenerbahçe mit Güneşspor im Sommer 1958 um eine Ablösesumme.
Zum Zeitpunkt seines Wechsels bei Fenerbahçe spielte dieser Verein in der İstanbul Profesyonel Ligi (dt.: Istanbuler Profiliga). In diesem Umfeld gab Gündüz am 30. August 1958 in der Ligapartie gegen Vefa Istanbul sein Profidebüt. In dieser Begegnung gelang Gündüz auch sein erstes Tor für Fenerbahçe. Bis zum Saisonende absolvierte er sieben von 18 möglichen Ligaspielen und erzielte dabei zwei Tore. Obwohl ihm der Sprung in die Stammformationen nicht gelang, unterstützte er den Dreierstrum aus Ergun Öztuna, Can Bartu und Lefter Küçükandonyadis. Sein Verein beendete die Saison als Meister, wodurch Gündüz seinen ersten Titel auf Vereinsebene holen konnte und zu jenem Kader Fenerbahçes gehörte, der den letzten Meisterschaftstitel der Istanbuler Profiliga holte.
Ab Frühjahr 1959 nahm Gündüz dann mit Fenerbahçe an der neugegründeten und landesweit ausgelegten Millî Lig (der heutigen Süper Lig) teil. Diese Liga wurde im Frühjahr 1959 als die erste landesweit ausgelegte Nationalliga der Türkei gegründet und löste die regionalen Ligen in den größeren Ballungszentren, wie z. B. die İstanbul Profesyonel Ligi, als höchste und einzige türkische Spielklasse ab. Die erste Spielzeit der Millî Lig wurde von Februar 1959 bis Juni 1959 ausgespielt und endete mit einem Sieg von Fenerbahçe Istanbul. Gündüz nutzte u. a. das verletzungsbedingte Fehlen von Spielern wie Ergun Öztuna aus und erkämpfte sich allmählich einen Stammplatz. So absolvierte er in dieser Spielzeit 13 der möglichen 16 Ligaspiele und wurde mit seinem Team erster türkischer Fußballmeister. In der Spielzeit 1959/60 steigerte er seine Einsätze auf 34 Ligaeinsätze. Dabei erzielte er 14 Tore und war somit hinter Küçükandonyadis und Bartu der dritterfolgreichste Torjäger seiner Mannschaft. Seinem Verein misslang in dieser Spielzeit die Titelverteidigung der Meisterschaft. Stattdessen gewann die Mannschaft den Cemal-Gürsel-Pokal. In der Saison 1960/61 gelang Gündüz' Mannschaft erneut die Meisterschaft der Millî Lig. Obwohl er selbst in nur 24 der möglichen 34 eingesetzt werden konnte, steuerte er 14 Tore und endliche Vorlagen zu diesem Erfolg bei. Hinter Küçükandonyadis wurde er der zweiterfolgreichste Torschütze seiner Mannschaft.
Im Sommer 1961 musste Gündüz zusammen mit seinen Teamkollegen Aydın Yelken, Tarık Kutver und Zekai Selli seinen anstehenden Militärdienst an und sollte infolgedessen die nächsten 14 Monate bis auf wenige Ausnahmen seiner Mannschaft fehlen. Bis auf wenige und vom Militär genehmigte Ausnahmen, bzw. während seines Militärurlaubs, in denen er für türkische A-Nationalmannschaft und Karamgümrük spielte, sollte er seiner Mannschaft erst ab Frühjahr 1963 wieder vollständig zur Verfügung stehen. Dennoch kehrte Gündüz bereits im Frühjahr 1962 in den Kader zurück und absolvierte bis zum Saisonende nahezu alle Ligaspiele für sein Team. Nach seiner Rückkehr in den Mannschaftskader eroberte er sich schnell einen Stammplatz und konnte trotz seiner drei Tore in acht Ligaspielen nicht verhindern, dass sein abstiegsbedrohter Verein zum Saisonende den Klassenerhalt verfehlte. Am 29. August 1962 veranstaltete Fenerbahçe mit dem spanischen Verein FC Valencia in Istanbul ein Freundschaftsspiel. Trotz des Umstandes, dass es sich hier um ein Freundschaftsspiel handelte, gerieten die Spieler beider Teams mehrmals aneinander und gerieten in mehrere Handgemenge. Die türkische Fachpresse sah dabei die Schuld bei den Spaniern. Das Disziplinarkomitee des türkischen Fußballverbandes nahm sich den Vorfällen an und verhängte Gündüz, den es als einer der Hauptakteure der Vorfälle ausgemacht hatte, eine 21-tägige Spielsperre.
Sein Verein hatte erst in der Saison 1961/61 die Titelverteidigung in der nationalen Meisterschaft verfehlt und beendete die Saison mit einem 4-Punkterückstand auf den Erzrivalen Galatasaray als Vizemeister. Auch in der Saison 1962/63 blieb sein Klub ohne Titelgewinn. Nach dieser zweiten Saison ohne Titel entschied der Verein, seinen Kader umzustrukturieren. Im Gegensatz zu anderen Spielern wurde Gündüz im Kader behalten. Die Verstärkungen im Mannschaftskader mit Spielern wie Ogün Altıparmak zeigten die erhoffte Wirkung. So konnte Gündüz' Mannschaft in den Spielzeiten 1963/64 und 1964/65 die türkische Meisterschaft holen. Dadurch gelang seinem Team die Titelverteidigung in der Meisterschaft, die erste der Vereinsgeschichte. Während Gündüz noch in der Saison 1963/64 in 13 Ligaspielen eingesetzt wurde, fielen seine Einsätze in der Saison 1964/65 auf sieben Ligaspiele zurück. In der Saison 1963/64 bespuckte er in der Partie vom 26. April 1964 gegen Ankara Demirspor einen Gegenspieler und wurde deswegen für die nachfolgende Partie gesperrt.
Im Sommer 1965 wurde Gündüz, der zuletzt bei seinem Verein nicht über die Reservistenrolle hinaus kam, von anderen Erstligisten wie Beykozspor umworben. Nachdem Fenerbahçe von İstanbulspor den Offensivspieler Ercan Aktuna verpflichtet hatte, gab es als Teilgegenleistung neben Gündüz auch Yıldırım İper an Istanbulspor ab. Bei diesem Klub kam er über eine Saison zu lediglich vier Ligaeinsätzen.

### Nationalmannschaft
Gündüz begann seine Nationalmannschaftskarriere 1955 mit einem Einsatz für die türkische U-18-Nationalmannschaftskarriere. Für diese Auswahl absolvierte er bis September 1963 sechs weitere Partien. In der letzten Partie, einer Partie aus dem Jahr 1963, war er allerdings deutlich über 18 Jahre alt.
Ab Sommer 1959 begann er für die Zweite Auswahl der türkischen Nationalmannschaft, die B-Nationalmannschaft genannt wurde, zu spielen und absolvierte für diese bis ins Jahr 1961 zwei Spiele.
Im April 1962 wurde Gündüz vom Nationaltrainer Sandro Puppo im Rahmen eines Testspiels gegen die ungarische Nationalmannschaft zum ersten Mal für das Aufgebot der türkischen Nationalmannschaft nominiert und absolvierte in dieser Begegnung sein erstes und einziges A-Länderspiel.

## Erfolge
Mit Fenerbahçe Istanbul
- Meister der İstanbul Profesyonel Ligi: 1958/59
- Türkischer Meister: 1959, 1960/61, 1963/64, 1964/65
- Türkischer Pokalfinalist: 1964/65
- Balkanpokalsieger: 1964/65
- Spor-Toto-Pokalsieger: 1964/65
- Cemal-Gürsel-Pokalsieger: 1959/60